# هينريتش برغر
هينريتش برغر (بالألمانية: Heinrich Burger)‏ هو حكم التزلج على الجليد ‏ ألماني، ولد في 31 مايو 1881 في ميونخ في ألمانيا، وتوفي بنفس المكان في 27 أبريل 1942.

## وصلات خارجية
- هاينريش برغر على موقع SpeedSkatingNews.info (الإنجليزية)
- هاينريش برغر على موقع أوليمبيديا (الإنجليزية)